# 莫羅科查山
10°58′37″S 76°35′23″W / 10.97694°S 76.58972°W
莫羅科查山（Muruqucha），是秘魯的山峰，位於該國中南部利馬大區，由瓦烏拉省的聖萊昂諾爾區負責管轄，屬於安地斯山脈的一部分，海拔高度5,193米。